# Lophodermium
Lophoderme
Genre
Lophodermium, le Lophoderme, est un genre de champignons ascomycètes phytopathogènes de la famille des Rhytismataceae.

## Description

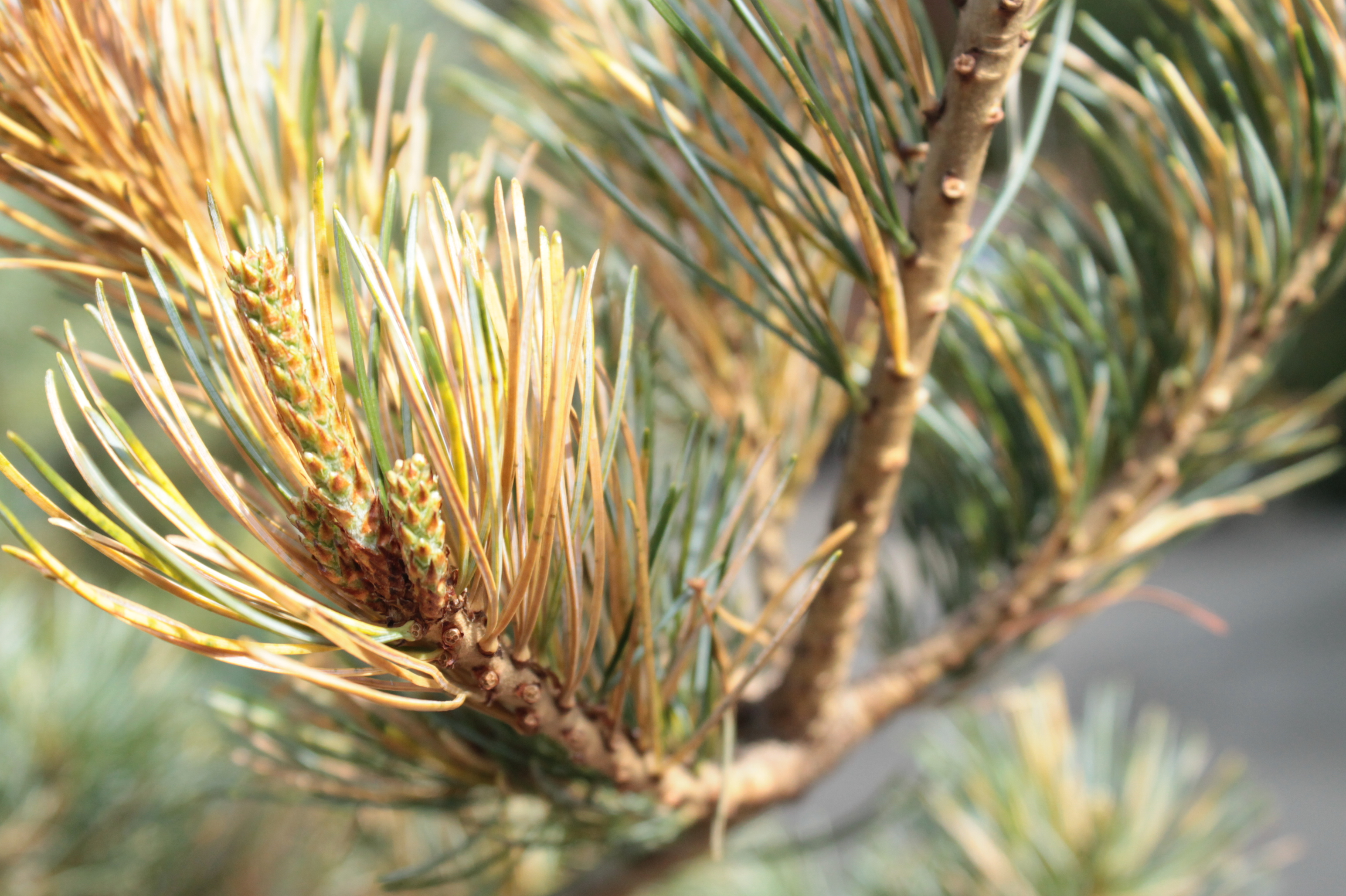
Pin parasité par Lophodermium seditiosum.

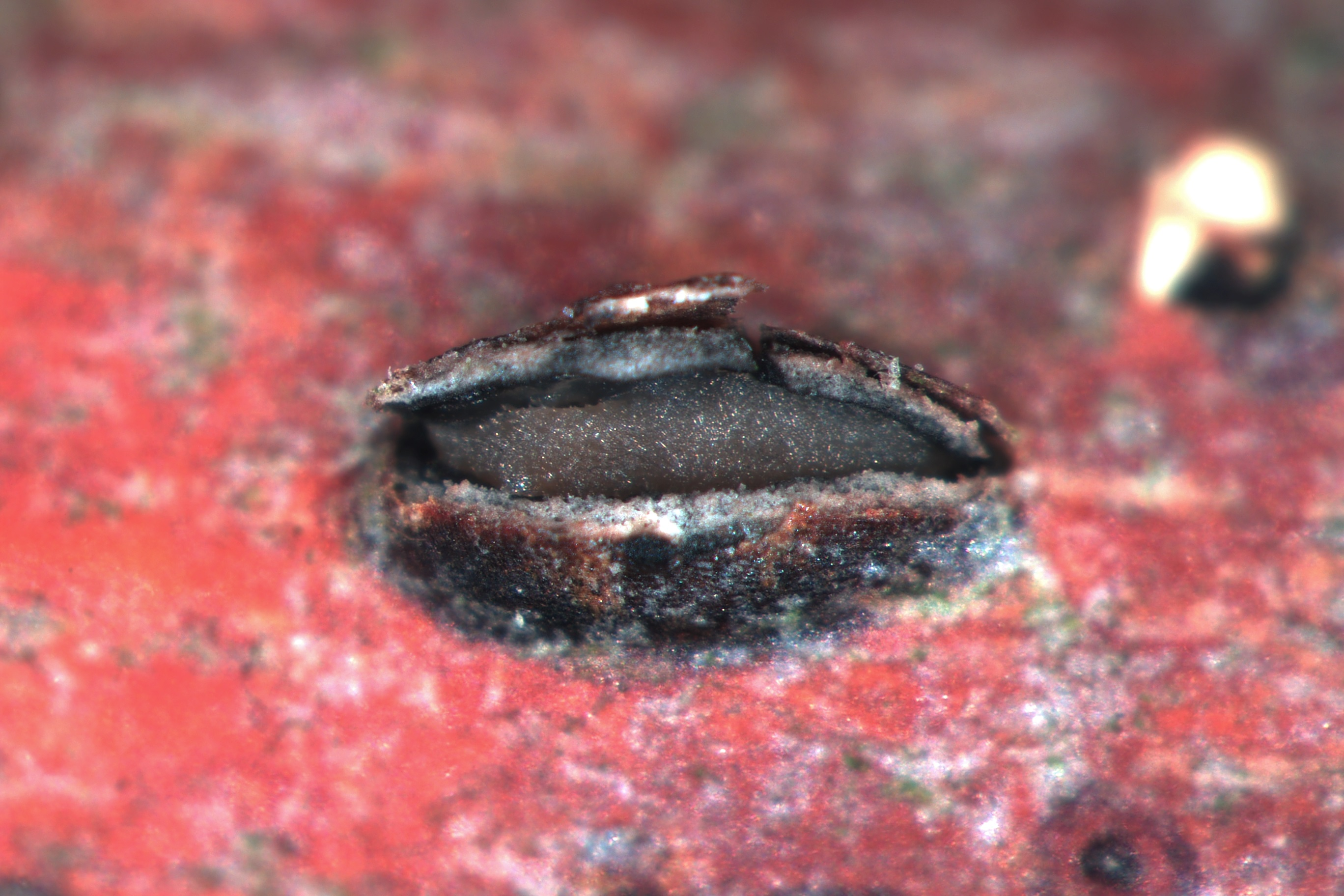
Ascocarpe de Lophodermium melaleucum avec sa fente longitudinale.

Les membres de Lophodermium sont à la fois pathogènes d'aiguilles de Conifères et endophytes asymptomatiques sur une diversité de plantes hôtes. Lophodermium se distingue des autres genres de la famille des Rhytismataceae par ses ascospores filiformes et ses ascocarpes qui s'ouvrent par une fente longitudinale.

## Taxinomie
Le nom correct complet (avec auteur) de ce taxon est Lophodermium Chevall., 1826. Lophodermium arundinaceum est l'espèce type. Le genre a été établi par le botaniste français François Fulgis Chevallier en 1826, dans la première édition de sa Flore générale des environs de Paris.

### Synonymes
Lophodermium a pour synonymes :
- Aporia Duby, 1862
- Dermascia Tehon, 1935
- Hadotia Maire, 1906
- Lophodermellina Höhn., 1917
- Lophodermium Chevall., 1826
- Stigmatoscolia Bat. & Peres, 1960

### Liste des espèces
Selon MycoBank (16 février 2025) :
- Lophodermium abbreviatum Roberge ex Desm.
- Lophodermium abietis Rostr., 1889
- Lophodermium abietis-concoloris Mayr, 1890
- Lophodermium aconiti Losa, 1947
- Lophodermium actinothyrium (Fuckel) Sacc., 1883
- Lophodermium agathidis Minter & Hettige, 1983
- Lophodermium agharkarii Tilak, 1959
- Lophodermium airarum (Fr.) Hilitzer, 1929
- Lophodermium aleuritis Rehm, 1914
- Lophodermium alienum P.R. Johnst., 2001
- Lophodermium alliaceum Feltgen, 1905
- Lophodermium alpinum (Rehm) Weese, 1933
- Lophodermium ambiguum Speg., 1924
- Lophodermium amplum (Davis) Davis, 1919
- Lophodermium andropogonis Tehon, 1935
- Lophodermium anhuiense Y.R. Lin, 1988
- Lophodermium antarcticum Speg., 1888
- Lophodermium apiculatum (Wormsk. ex Fr.) Duby
- Lophodermium arundinaceum (Schrad.) Chevall., 1826
- Lophodermium asteliae P.R. Johnst., 1989
- Lophodermium atrum P.R. Johnst., 1989
- Lophodermium aucupariae (Schleich.) Darker, 1967
- Lophodermium australe Dearn., 1926
- Lophodermium autumnale Darker, 1932
- Lophodermium baculiferum Mayr, 1890
- Lophodermium balaramii P.F. Cannon & Minter, 1986
- Lophodermium berberidis (Schleich.) Rehm, 1899
- Lophodermium bolivarii Gonz. Frag., 1914
- Lophodermium borneoensis J. Fröhl. & K.D. Hyde, 2000
- Lophodermium brachypodii Hilitzer, 1929
- Lophodermium brachysporum Rostr., 1883
- Lophodermium breve (Berk.) De Not., 1847
- Lophodermium brunneolum P.R. Johnst., 1989
- Lophodermium calami Henn. & E. Nyman, 1900
- Lophodermium camelliae Teng, 1933
- Lophodermium camelliicola Minter, 1982
- Lophodermium canangae Henn. & E. Nyman, 1900
- Lophodermium canberrianum W. Stahl ex Minter & Millar, 1978
- Lophodermium caricinum (Roberge ex Desm.) Duby, 1862
- Lophodermium cassandrae (Peck) Ellis & Everh., 1894
- Lophodermium castellanii Graniti, 1952
- Lophodermium cedrinum Maire, 1917
- Lophodermium cephalotaxi S.J. Wang, Y.B. Liu & Y.R. Lin, 2007
- Lophodermium chamaecyparidis Shirai & Hara, 1911
- Lophodermium ciliatum Lib. ex Speg. & Roum., 1880
- Lophodermium circinatum Li Chen bis & Y.R. Lin, 2014
- Lophodermium cladophilum (Lév.) Rehm, 1887
- Lophodermium clavuligerum Speg., 1888
- Lophodermium clithris Starbäck, 1899
- Lophodermium clusiae (Lév.) P.R. Johnst., 1989
- Lophodermium coalescens Tobias, 1986
- Lophodermium concolorans P.R. Johnst.
- Lophodermium confluens Y.R. Lin, C.L. Hou & W.F. Zheng, 1995
- Lophodermium conigenum (Brunaud) Hilitzer, 1929
- Lophodermium consociatum Darker, 1932
- Lophodermium corconticum O. Koukol, W. Pusz & D. Minter, 2015
- Lophodermium crassum Darker, 1932
- Lophodermium croesicum P.R. Johnst., 1989
- Lophodermium culmigenum (Fr.) De Not., 1847
- Lophodermium cupressi-thyoidis Sacc.
- Lophodermium cyrillicola Tracy & Earle, 1896
- Lophodermium dactylidis Hilitzer, 1929
- Lophodermium danthoniae Tehon, 1939
- Lophodermium decipiens (Petr.) Dearn., 1932
- Lophodermium decorum Darker, 1932
- Lophodermium delta (Kunze ex Fr.) De Not., 1847
- Lophodermium dentatum (J.C. Schmidt & Kunze) De Not., 1847
- Lophodermium dicranopteris Y.R. Lin, H.Y. Liu & Z. Li, 1995
- Lophodermium dilutum C.L. Hou & Y.R. Lin, 2010
- Lophodermium diospyri Pat., 1923
- Lophodermium dracaenae W. Phillips & Harkn., 1884
- Lophodermium durilabrum Darker, 1932
- Lophodermium ellipticum Y.R. Lin, 1992
- Lophodermium empetri (Fr.) Sacc., 1897
- Lophodermium epimedii (Ces.) Sacc., 1876
- Lophodermium eriophori (Henn.) P.R. Johnst. & Scheuer, 2003
- Lophodermium erlangshanense Y.G. Liu, 2009
- Lophodermium erumpens I. Hino & Katum., 1957
- Lophodermium eucalypti (Rodway) P.R. Johnst., 2001
- Lophodermium euphorbiae Velen., 1934
- Lophodermium euryae Y.R. Lin & Y.F. He, 2005
- Lophodermium exaridum Cooke & Peck, 1875
- Lophodermium eximium Ces., 1881
- Lophodermium festucae (Roum.) Terrier, 1942
- Lophodermium filiforme Darker, 1932
- Lophodermium fissuratum Salas-Lizana & Oono, 2018
- Lophodermium foliicola (Fr.) P.F. Cannon & Minter, 1983
- Lophodermium fourcroyae (Berk. & Broome) Massee, 1893
- Lophodermium fuegianum Speg., 1888
- Lophodermium fusiforme P.R. Johnst., 2001
- Lophodermium gamundiae P.R. Johnst., 2007
- Lophodermium geniculosporum Spooner, 1991
- Lophodermium gentianae Voglino, 1896
- Lophodermium gilvum Rostr., 1883
- Lophodermium ginzbergeri Petr., 1947
- Lophodermium gracile (Ehrenb.) Sacc., 1883
- Lophodermium gramineum (Fr.) Chevall., 1826
- Lophodermium grandialpinum P.R. Johnst., 2001
- Lophodermium griseum (Schwein.) Petr., 1979
- Lophodermium guangxiense Y.R. Lin, 1993
- Lophodermium hansbroughii (Darker) P.E. Powell, 1974
- Lophodermium harbinense Y.R. Lin, 1995
- Lophodermium hauturuanum P.R. Johnst., 1989
- Lophodermium hederae Dennis & Spooner, 1977
- Lophodermium hedericola S. Ahmad, 1971
- Lophodermium herbarum (Fr.) Fuckel, 1870
- Lophodermium heterocladum H.L. Gu & Y.R. Lin, 2015
- Lophodermium heteromelis (W. Phillips & Harkn.) Ellis & Everh., 1892
- Lophodermium himalayense P.F. Cannon & Minter, 1986
- Lophodermium hypodermoides Penz. & Sacc., 1898
- Lophodermium hypophyllum (Dearn. & House) Shear, 1931
- Lophodermium hysteriiformis Desm.
- Lophodermium hysterioides (Pers.) Sacc., 1883
- Lophodermium ilicinum (De Not.) Honrubia, 1983
- Lophodermium illiciicola S.J. Wang, Y.F. He, G.B. Ye & Y.R. Lin, 2006
- Lophodermium implicatum Y.R. Lin & Z.S. Xu, 2001
- Lophodermium inclusum P.R. Johnst., 1989
- Lophodermium indianum Suj. Singh & Minter, 1981
- Lophodermium indicum Tilak, 1959
- Lophodermium infectans Mayr, 1890
- Lophodermium inflatum Nograsek & Matzer, 1994
- Lophodermium intermissum Starbäck, 1895
- Lophodermium intricatum Spooner, 1991
- Lophodermium iridicola Petr., 1922
- Lophodermium irregulare P.R. Johnst., 1989
- Lophodermium iwatense Sakuyama, 1993
- Lophodermium javanicum Penz. & Sacc., 1898
- Lophodermium jianchuanense C.L. Hou & M. Piepenbr., 2005
- Lophodermium jiangnanense Y.R. Lin & S.J. Wang, 2004
- Lophodermium juncinum (Jaap) Terrier, 1977
- Lophodermium juniperi (Grev.) Darker, 1967
- Lophodermium juniperinum (Fr.) De Not., 1847
- Lophodermium kaikawakae P.R. Johnst., 1989
- Lophodermium kinabaluense Spooner, 1991
- Lophodermium koeleriae Hilitzer, 1929
- Lophodermium kumaunicum Minter & M.P. Sharma, 1982
- Lophodermium lacerum Darker, 1932
- Lophodermium lanceolatum Spooner, 1991
- Lophodermium laricinum Duby, 1862
- Lophodermium laricis Dearn., 1926
- Lophodermium latisporum (Tehon) Terrier, 1942
- Lophodermium lauri (Fr.) Rehm, 1887
- Lophodermium leptothecium Speg., 1885
- Lophodermium licualae J. Fröhl. & K.D. Hyde, 2000
- Lophodermium lineare (Peck) Ellis & Everh., 1892
- Lophodermium lineatum A.L. Sm. & Ramsb., 1920
- Lophodermium litseae Minter & M.P. Sharma, 1982
- Lophodermium litseaeoides Spooner, 1991
- Lophodermium luzulae Hazsl., 1893
- Lophodermium macci Sokolski & Bérubé, 2005
- Lophodermium macrosporum (R. Hartig) Rehm, 1887
- Lophodermium maculare (Fr.) De Not., 1847
- Lophodermium magellanicum (Speg.) J.C. Walker, 1980
- Lophodermium mahuianum P.R. Johnst., 1989
- Lophodermium mangatepopense P.R. Johnst., 1989
- Lophodermium mangiferae Koord., 1907
- Lophodermium maximum B.Z. He & D.Q. Yang, 1986
- Lophodermium medium P.R. Johnst., 1989
- Lophodermium melaleucum (Fr.) De Not., 1847
- Lophodermium microsporum Ekanayaka & K.D. Hyde, 2019
- Lophodermium minor (Tehon) P.R. Johnst., 1989
- Lophodermium minutum Hilitzer, 1929
- Lophodermium mirabile Y.R. Lin, 1988
- Lophodermium miscanthi Tehon, 1935
- Lophodermium molitoris Minter, 1981
- Lophodermium montanum Ferraris, 1902
- Lophodermium multimatricum P.R. Johnst., 1988
- Lophodermium myricae Dennis & Spooner, 1977
- Lophodermium nanakii P.F. Cannon & Minter, 1986
- Lophodermium nasikianum Tilak & Talde, 1978
- Lophodermium neesii Duby, 1862
- Lophodermium nematoideum P.R. Johnst., 1991
- Lophodermium nervisequum (DC.) Chevall., 1826
- Lophodermium nigrofactum P.R. Johnst., 1989
- Lophodermium nitens Darker, 1932
- Lophodermium nitidum P.R. Johnst., 2001
- Lophodermium nivale (Maire) Arx & E. Müll., 1975
- Lophodermium nonramosum P.R. Johnst., 2001
- Lophodermium nypae S.N. Zhang, K.D. Hyde & Jian K. Liu, 2024
- Lophodermium occultum Petr., 1947
- Lophodermium oleae A. Pande, 2008
- Lophodermium orbiculare (Ehrenb.) Sacc., 1883
- Lophodermium orientale Minter, 1981
- Lophodermium osmanthi Y.R. Lin, Z.S. Xu & K. Li, 2002
- Lophodermium oxyascum Speg., 1888
- Lophodermium oxycoccos (Fr.) P. Karst., 1873
- Lophodermium pachychilum Y.R. Lin & Z.S. Xu, 2001
- Lophodermium paeoniae Rehm, 1897
- Lophodermium parasiticum B.Z. He & D.Q. Yang, 1986
- Lophodermium passiflorae Rehm, 1913
- Lophodermium petersii (Berk. & M.A. Curtis) Sacc., 1883
- Lophodermium petiolare (Alb. & Schwein.) Chevall., 1826
- Lophodermium petiolicola Fuckel, 1870
- Lophodermium petrakii Durrieu, 1957
- Lophodermium petriniae P.R. Johnst., 2001
- Lophodermium phacidium De Not., 1847
- Lophodermium phlei Tehon & G.L. Stout
- Lophodermium phlogis Bonar & W.B. Cooke, 1942
- Lophodermium phragmitis Mich.{?}
- Lophodermium piceae (Fuckel) Höhn., 1917
- Lophodermium pieridis Keissl., 1924
- Lophodermium pinastri (Schrad.) Chevall., 1826
- Lophodermium pini-bungeanae Y.R. Lin, 1988
- Lophodermium pini-excelsae S. Ahmad, 1954
- Lophodermium pini-mugonis C.L. Hou & M. Piepenbr., 2009
- Lophodermium pini-pumilae Sawada, 1952
- Lophodermium pini-sibiricae C.L. Hou & S.Q. Liu, 1992
- Lophodermium pini-taiwanensis Z.J. Li & C.L. Hou, 2016
- Lophodermium pinicola Tehon, 1935
- Lophodermium planchoniae Rehm, 1915
- Lophodermium platyplacum (Berk. & M.A. Curtis) Sacc., 1883
- Lophodermium ponderosae Staley, 1964
- Lophodermium proximellum Mouton, 1901
- Lophodermium prunicola (Tehon) Nannf., 1936
- Lophodermium puerense C.L. Hou & M. Piepenbr., 2009
- Lophodermium punctiforme (Fr.) Fuckel, 1863
- Lophodermium pyrolae Parmelee, 1958
- Lophodermium quadratum (J.C. Schmidt) Ces., 1862
- Lophodermium quadrisporum D.D. Lu & Y.R. Lin, 2015
- Lophodermium quercus S.K. Bose & E. Müll., 1965
- Lophodermium raapianum Penz. & Sacc., 1898
- Lophodermium ramulosum Spooner, 1991
- Lophodermium ravenelii Minter, 1981
- Lophodermium rectangulare P.R. Johnst., 1989
- Lophodermium resinosum Tanney & Seifert, 2017
- Lophodermium reyesianum Rehm, 1914
- Lophodermium rhododendri Ces. ex Rehm, 1881
- Lophodermium richeae Petr., 1954
- Lophodermium robergei (Desm.) Sacc., 1883
- Lophodermium rosae Teng, 1933
- Lophodermium rottboelliae Sawada, 1944
- Lophodermium rotundatum Syd. & P. Syd., 1914
- Lophodermium rubi (Pers.) Chevall., 1826
- Lophodermium rubicola Earle, 1898
- Lophodermium rubicundum (Durieu & Mont.) Maire, 1917
- Lophodermium rubrum P.R. Johnst., 1989
- Lophodermium rufum Y.R. Lin & K. Li, 2001
- Lophodermium sabinae Fautrey, 1891
- Lophodermium sacchari Lyon, 1913
- Lophodermium saccharicola S.J. Wang & Y.R. Lin, 2012
- Lophodermium salisburgense Petr., 1963
- Lophodermium sambuci (Schumach.) Rehm, 1887
- Lophodermium sapotae Chuan F. Zhang & P.K. Chi, 1994
- Lophodermium sawadae Darker, 1967
- Lophodermium schweinitzii M. Wilson & N.F. Robertson, 1947
- Lophodermium secalis Hilitzer, 1929
- Lophodermium seditiosum Minter, Staley & Millar, 1978
- Lophodermium septatum (Tehon) Terrier, 1942
- Lophodermium seriatum (Lib.) De Not., 1847
- Lophodermium sesleriae Hilitzer, 1929
- Lophodermium sichuanense D.X. Qiu & Y.G. Liu, 1995
- Lophodermium sieglingiae Hilitzer, 1929
- Lophodermium sinense Y.R. Lin, C.L. Hou & Jiang L. Chen, 2011
- Lophodermium sphaerioides (Alb. & Schwein.) Duby, 1862
- Lophodermium sphaeroides (Alb. & Schwein.) Duby, 1861
- Lophodermium spiraeae Hazsl., 1893
- Lophodermium staleyi Minter, 1981
- Lophodermium stevensii (Tehon) Terrier, 1942
- Lophodermium subtropicale Speg., 1912
- Lophodermium sulcigena B.Z. He, R.Q. Song, B.T. Hao, L.X. Yang, Y.F. Wang & F. Shan, 1991
- Lophodermium sulcigenum (Link) Rostr. ex Sacc., 1895
- Lophodermium sulcigenum B.Z. He, R.Q. Song, B.T. Hao, L.X. Yang, Y.F. Wang & F. Shan, 1991
- Lophodermium sulcigerum (Link) Rostr.
- Lophodermium svalbardense Lind, 1928
- Lophodermium thailandicum N.I. de Silva & K.D. Hyde, 2018
- Lophodermium theobromae Pat., 1903
- Lophodermium thujae Davis, 1922
- Lophodermium thujopsidis Sawada, 1950
- Lophodermium tindalii P.R. Johnst., 1989
- Lophodermium tjibodense Henn. & E. Nyman, 1899
- Lophodermium tumidulum Sacc., E. Bommer & M. Rousseau, 1890
- Lophodermium tumidum (Fr.) Lambotte & Rehm, 1887
- Lophodermium typhinum (Fr.) Lambotte, 1880
- Lophodermium uncinatum Darker, 1932
- Lophodermium unciniae P.R. Johnst., 1989
- Lophodermium urniforme Y.R. Lin, 2014
- Lophodermium vaccinii J. Schröt., 1893
- Lophodermium vagulum M. Wilson & N.F. Robertson, 1947
- Lophodermium validum Y.R. Lin, Z.S. Xu & K. Le, 2001
- Lophodermium velatum Berk., 1893
- Lophodermium versicolor (Wahlenb.) Rehm, 1887
- Lophodermium violae Arx, 1950
- Lophodermium vrieseae Rehm, 1900
- Lophodermium wannanense C.L. Hou, 1995
- Lophodermium wuzhishanense D.D. Lu, S.J. Wang & Y.R. Lin, 2016
- Lophodermium xylomoides (DC.) Chevall., 1826
- Lophodermium yangii Y.R. Lin & C.L. Hou, 2002
- Lophodermium yanglingense Z.M. Cao & C.M. Tian, 1994
- Lophodermium yuexiense C.L. Hou, H.S. Cao & Y.R. Lin, 1996

### Publication originale
- François Fulgis Chevallier, Flore Générale des Environs de Paris, vol. 1, 1826 (lire en ligne ), p. 435